# Борниці
Борниці (пол. Bornice, нім. Bornitz) — село в Польщі, у гміні Суш Ілавського повіту Вармінсько-Мазурського воєводства.
Населення — 134 особи (2011).
У 1975-1998 роках село належало до Ельблонзького воєводства.

## Демографія
Демографічна структура станом на 31 березня 2011 року:
|          | Загалом | Допрацездатний вік | Працездатний вік | Постпрацездатний вік |
| -------- | ------- | ------------------ | ---------------- | -------------------- |
| Чоловіки | 71      | 11                 | 51               | 9                    |
| Жінки    | 63      | 17                 | 30               | 16                   |
| Разом    | 134     | 28                 | 81               | 25                   |